# Алі Асадов
Алі Хідаят огли Асадов (азерб. Əli Hidayət oğlu Əsədov нар. 30 листопада 1956, Нахічевань, Азербайджанська РСР, СРСР) — азербайджанський політичний і державний діяч. Прем'єр-міністр Азербайджану з 8 жовтня 2019 року.

## Життєпис
Алі Асадов народився 30 листопада 1956 року у місті Нахічевань. У 1974 році закінчив бакинську середню школу № 134, вступив до Московського інституту народного господарства, який закінчив в 1978 році. У 1978–1980 роках перебував на військовій службі.
З 1980 року працював головним лаборантом в Інституті економіки Академії Наук Азербайджанської РСР. У 1989–1995 роках був доцентом і завідувачем кафедрою у Бакинському інституті соціального управління і політології.
У 1995–2000 роках був обраний депутатом Міллі меджлісу Азербайджану.
17 квітня 1998 був призначений Помічником Президента АР з економічних питань, а розпорядженням Президента АР від 29 листопада 2012 року обійняв посаду заступника голови Президентської Адміністрації АР.
8 жовтня 2019 року на пленарному засіданні Національних Зборів Азербайджанської Республіки було винесено на обговорення питання про згоду на призначення Алі Асадова на посаду прем'єр-міністра Азербайджанської Республіки. Рішення прийнято згідно з голосуванням .

## Нагороди
У червні 2012 року був нагороджений орденом «За службу перед Вітчизною» 2 ступеня, а 30 листопада 2016 орденом «За службу перед Вітчизною» 1 ступеня.